# Causse de Gramat

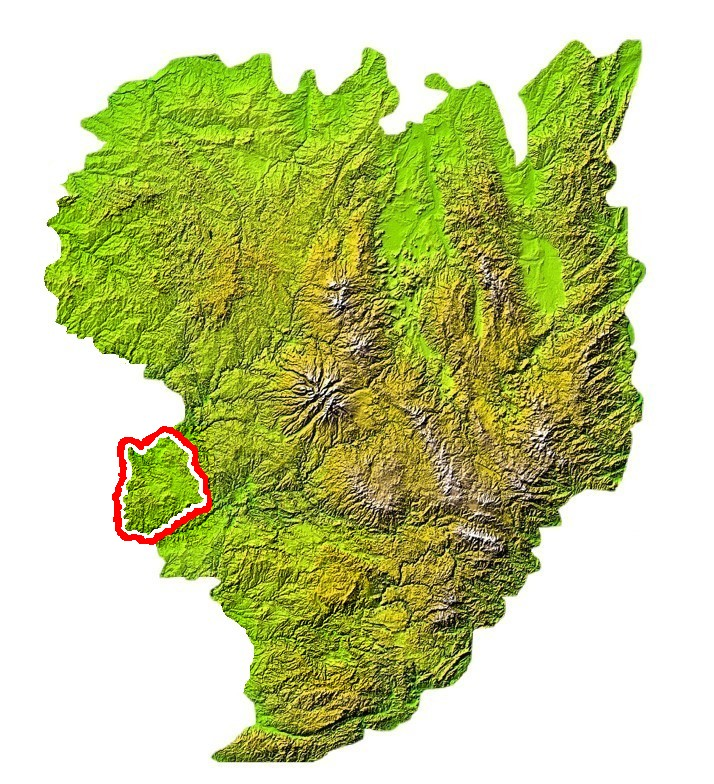
Locatie van de Causse de Gramat binnen het Centraal Massief

Causse de Gramat is een kalkhoogvlakte (causse) in het departement Lot in Frankrijk, gelegen tussen de Dordogne in het noorden en de Lot in het zuiden. De Causse de Gramat is een van de Causses du Quercy gelegen bij Gramat in de historische regio Quercy. Ten noorden van de Dordogne ligt nog de Causse de Martel en meer zuidelijk, tussen de Lot en de Aveyron, de Causse de Limogne.
Rivieren zijn diep ingesleten in de kalksteen van de causses. In de noordelijke helft van de Causses de Gramat zijn de canyons van de Ouysse en Alzou. In het zuidelijke deel is het ravijn van de rivier de Célé.